# Interstate 55 Business Loop (Springfield, Illinois)
La Interstate 55 Business Loop (abreviada I-55 Bus Loop) es una arteria periférica de la Interestatal 55 en el centro de Springfield en el ubicada en el estado de Illinois. La autopista inicia en el sur desde la SR 4     en Springfield hacia el norte en la I 5 y la I 72     en Sherman.

## Recorrido
La Interstate 55 Business Loop corre en sentido norte-sur sobre el centro de Springfield. La autopista usa las calles seis y nueve, y Peoria Road. En el extremo norte se conecta con la Interestatal 55 en Sherman y en el extremo sur se conecta con la Interestatal 55, la Interestatal 72 y la U.S. Route 36 en el Sixth Street Interchange.

## Mantenimiento
Al igual que las carreteras estatales, las carreteras federales, la Interstate 55 Business Loop es administrada y mantenida por el Departamento de Transporte de Illinois por sus siglas en inglés IDOT.